# بخش لاله‌زار
بخش لاله‌زار یکی از بخش‌های شهرستان بردسیر واقع در استان کرمان ایران است.
منطقه لاله زار که در دامنه کوه شاه (لاله زار) قرار دارد از آب و هوای کوهستانی برخوردار است. لاله زار سرشار از درختچه‌های گل محمدی است که برای گلاب از آن استفاده می‌شود.

## نگارخانه

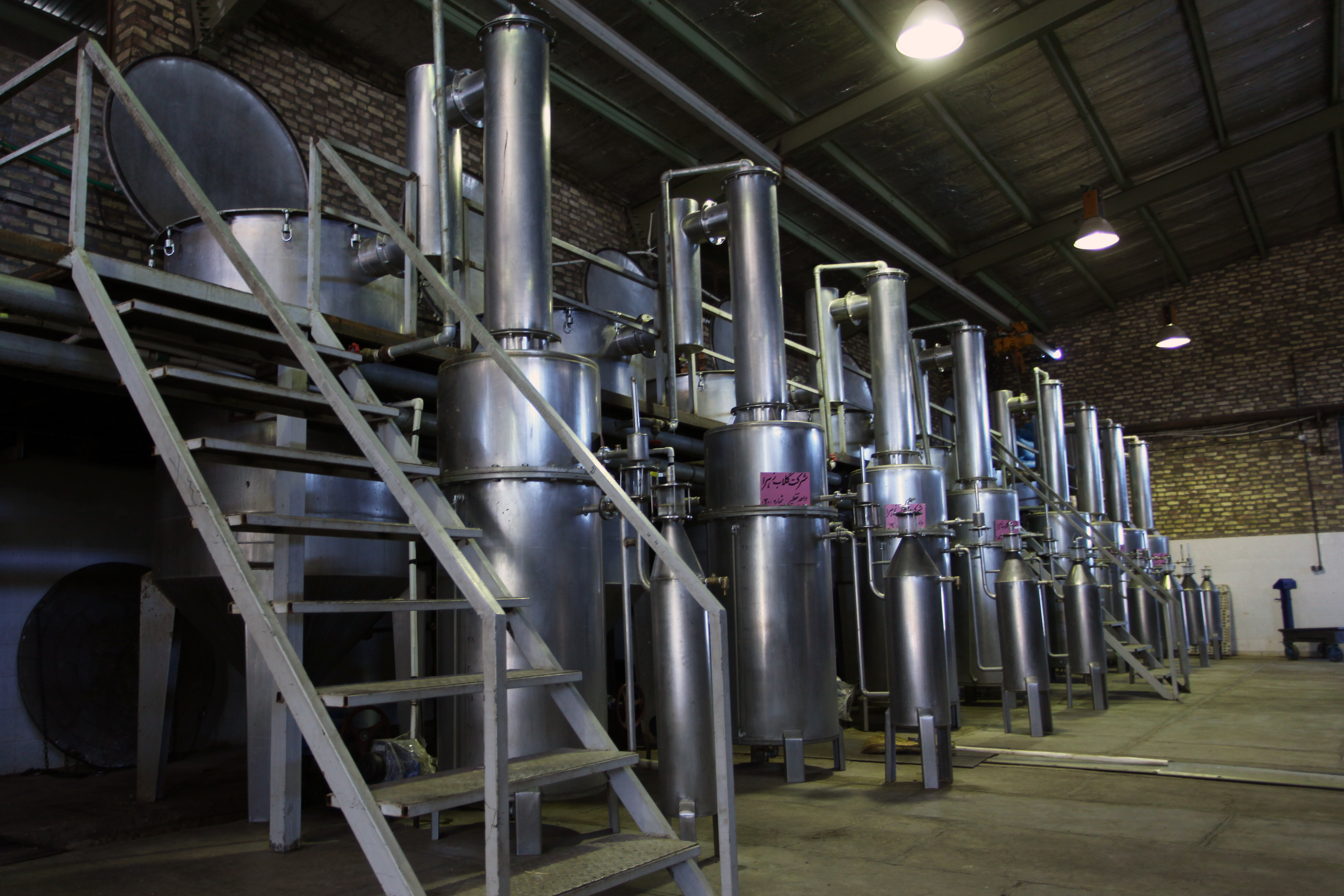
سالن تقطیر شرکت گلاب زهرا
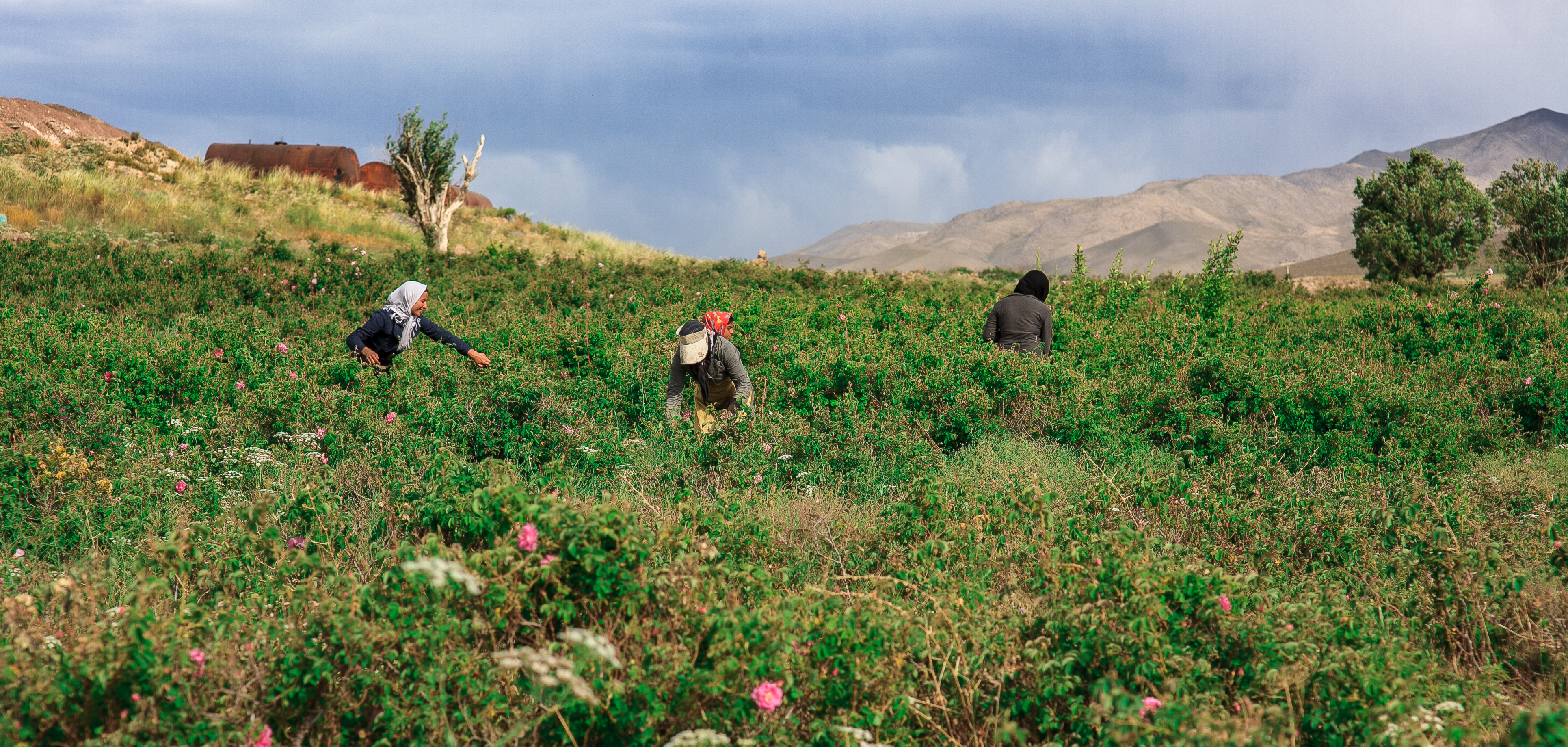
مزارع گل محمدی
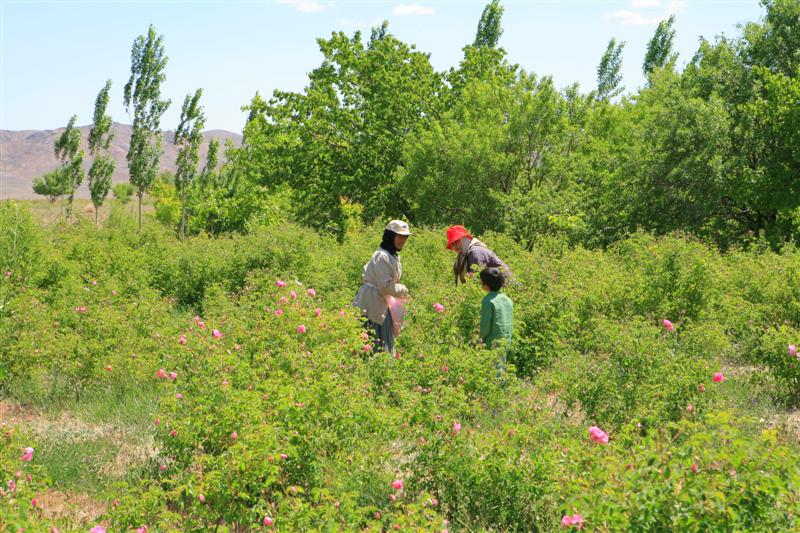
مزارع گل محمدی
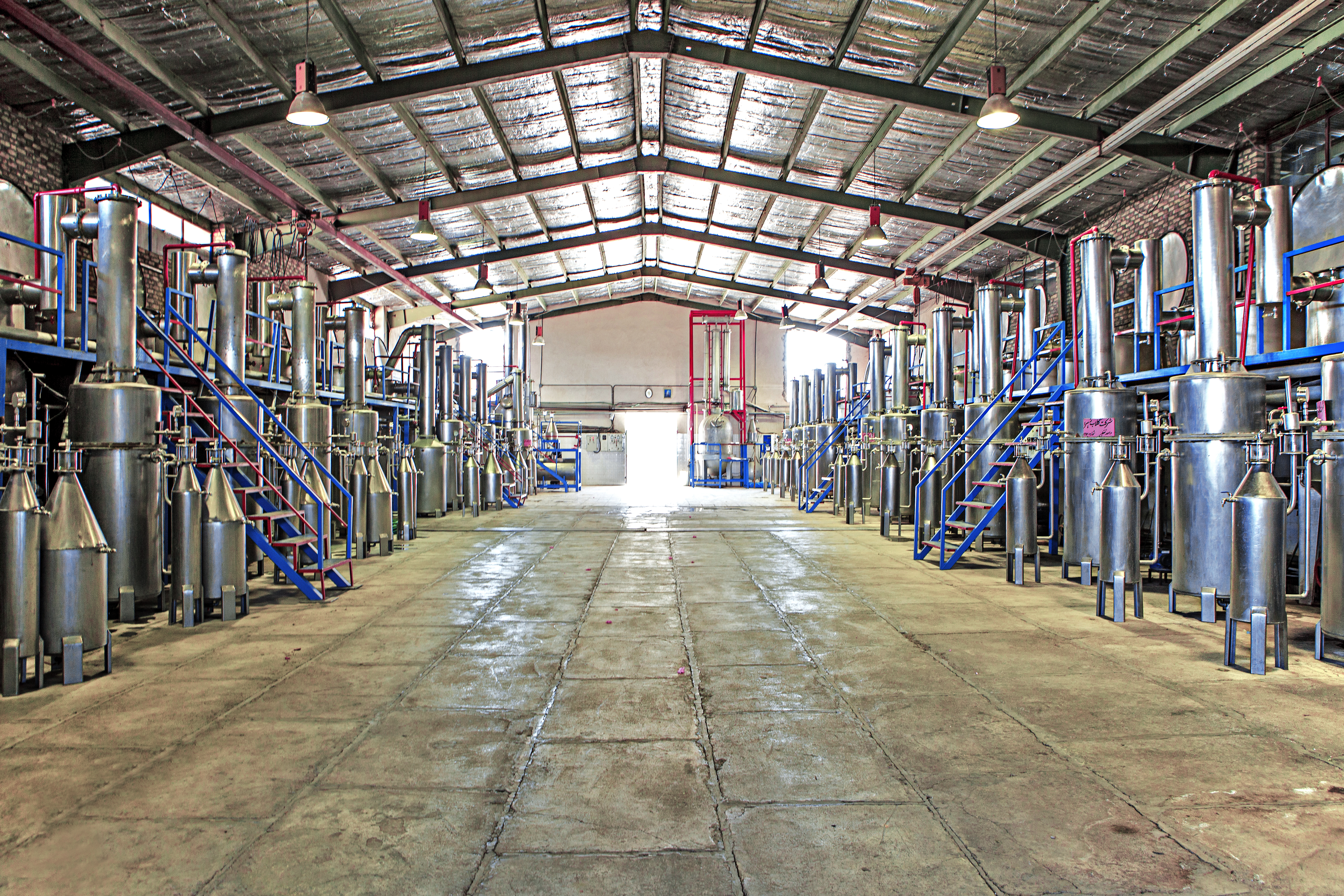
سالن تقطیر شرکت گلاب زهرا